# Winklern

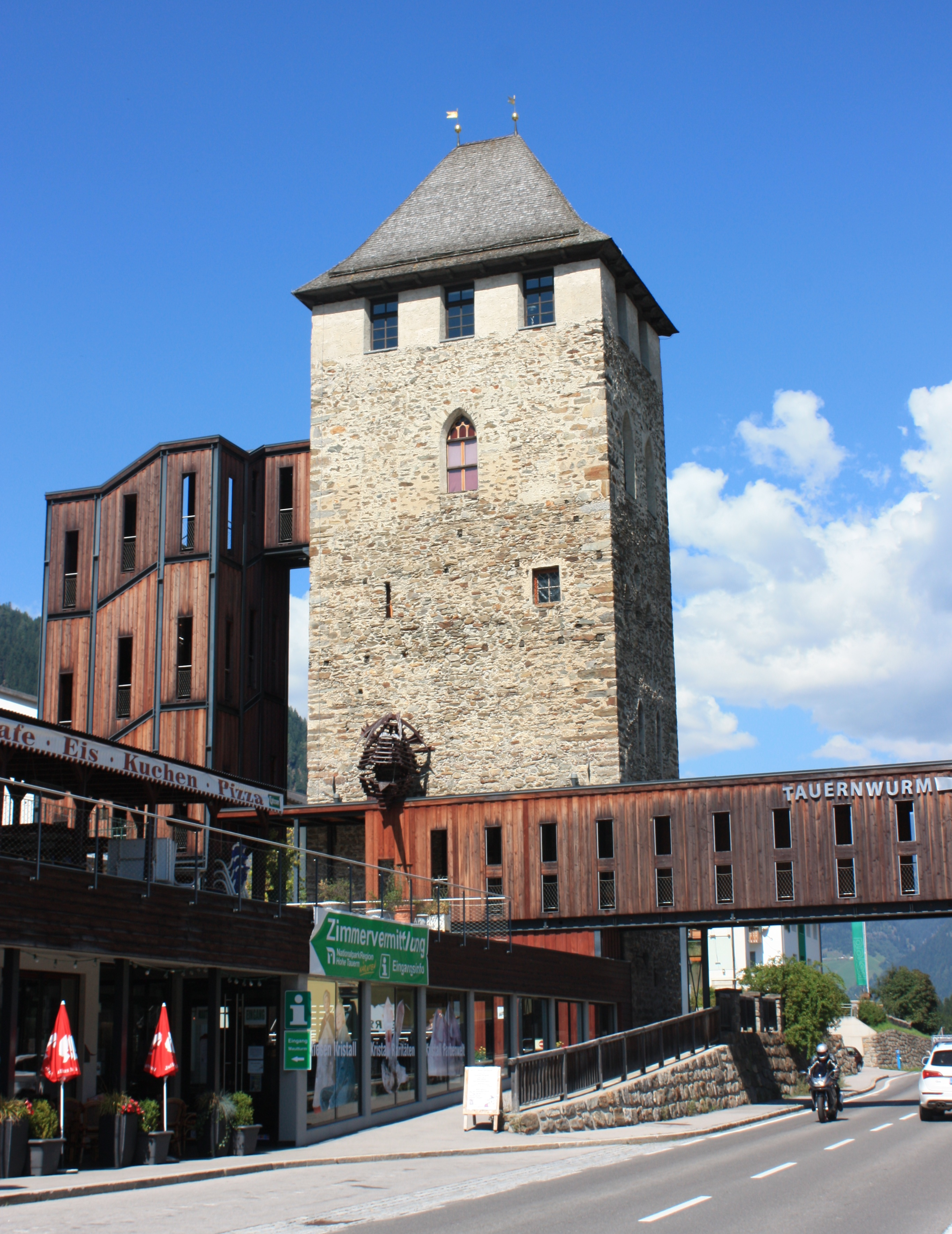
Mautturm

Winklern ist eine Marktgemeinde mit 1185 Einwohnern (Stand 1. Jänner 2025) im Bezirk Spittal an der Drau in Kärnten in Österreich.

## Geographie
Die Gemeinde liegt am Fuße des Großglockner-Massivs zwischen Schober-, Goldberg- und Kreuzeckgruppe im oberen Mölltal. Die Ortschaften Winklerns liegen zwischen 900 und 1650 Metern über dem Meeresspiegel.
Winklern wird aufgrund seiner geographischen Lage auch das „Tor zum Nationalpark Hohe Tauern“ genannt.

### Gemeindegliederung
Das Gemeindegebiet ist in die beiden Katastralgemeinden Winklern und Reintal gegliedert und umfasst folgende sieben Ortschaften (in Klammern Einwohnerzahl Stand 1. Jänner 2025):
- Langang (94)
- Namlach (159)
- Penzelberg (84)
- Reintal (92)
- Stein (14)
- Winklern (707)
- Zwischenbergen (35)

### Nachbargemeinden
| Nußdorf-Debant     |                                             | Mörtschach  |
| Dölsach            | Kompassrose, die auf Nachbargemeinden zeigt |             |
| Iselsberg-Stronach |                                             | Rangersdorf |

## Geschichte
Die erste urkundliche Erwähnung betrifft den Ort Penzelberg. In der Zeit zwischen 991 und 1021 tauschten der Bischof von Brixen und der Erzbischof von Salzburg ein Gut in Chasira mit dem Kirchenbesitz in loco pezilinesperch (Penzlberg).
Winklern wurde zwischen 1041 und 1060 erstmals urkundlich erwähnt. Das heutige Gemeindegebiet lag zu dieser Zeit im Herrschaftsgebiet der Salzburger und Brixener Bischöfe. Gemeinsam mit seinem Nachbarort Reintal, der zu dieser Zeit schon als Markt bezeichnet wurde, kam Winklern nach 1213 zur Herrschaft der Grafen von Görz-Tirol, die hier eine Zollstation einrichteten. Seine Lage am Iselsberg machte Winklern zu einem wichtigen Ort als Hebestelle für Zölle und Mauten. Das heutige Wahrzeichen der Gemeinde, der im Ortszentrum von Winklern stehende Mautturm, wie er heute genannt wird, wurde erstmals 1325 erwähnt. Dieses im frühgotischen Stil errichtete Bauwerk erfüllte im Laufe seiner Geschichte verschiedene Aufgaben, er diente hauptsächlich als Getreidespeicher und Wohnturm. Möglicherweise wurde sein Bau ursprünglich bereits durch die Römer veranlasst, die ihn an diesem sowohl in Nord-Süd- als auch in West-Ost-Richtung strategisch wichtigen Punkt als Wachturm zur Sicherung ihrer Verkehrswege verwendet haben dürften.
Nach dem Aussterben der Grafen von Görz fiel der Besitz an die Habsburger und wechselte in den darauf folgenden Jahrhunderten mehrmals die Besitzer.
Im Jahr 1850 konstituierte sich die Gemeinde Winklern, zu der zunächst noch die Katastralgemeinden Mörtschach und Stranach zählten, die sich 1898 zur eigenständigen Ortsgemeinde Mörtschach verselbständigten; diese gehörte zwischen 1973 und 1991 vorübergehend erneut zu Winklern. 1930 wurde Winklern zur Marktgemeinde erhoben. Sie war bis 1979 Bezirksgerichtssitz.

## Bevölkerung
Zum Zeitpunkt der Volkszählung 2001 hatte Winklern 1.134 Einwohner, davon besaßen 96,2 % die österreichische und 1,2 % die deutsche Staatsbürgerschaft. 91,9 % bekannten sich zur römisch-katholischen und 3,6 % zur evangelischen Kirche. 3,5 % der Bevölkerung waren ohne religiöses Bekenntnis.

### Bevölkerungsentwicklung
Die Entwicklung der Bevölkerung zeigt in den letzten 150 Jahren ein Wachstum mit Phasen von leichten Rückgängen. Im Vergleich zu den Nachbargemeinden zeigt Winklern neben Rangersdorf und Stall eine wachsende Bevölkerung in den letzten 70 Jahren. Erst in den letzten zehn Jahren gibt es einen leichten Abwärtstrend.
| Winklern: Einwohnerzahlen von 1869 bis 2024         | Winklern: Einwohnerzahlen von 1869 bis 2024 | Winklern: Einwohnerzahlen von 1869 bis 2024 | Winklern: Einwohnerzahlen von 1869 bis 2024 | Winklern: Einwohnerzahlen von 1869 bis 2024 |
| --------------------------------------------------- | ------------------------------------------- | ------------------------------------------- | ------------------------------------------- | ------------------------------------------- |
| Jahr                                                |                                             |                                             |                                             | Einwohner                                   |
| 1869                                                | 1869                                        |                                             | 693                                         | 693                                         |
| 1880                                                | 1880                                        |                                             | 796                                         | 796                                         |
| 1890                                                | 1890                                        |                                             | 792                                         | 792                                         |
| 1900                                                | 1900                                        |                                             | 760                                         | 760                                         |
| 1910                                                | 1910                                        |                                             | 776                                         | 776                                         |
| 1923                                                | 1923                                        |                                             | 819                                         | 819                                         |
| 1934                                                | 1934                                        |                                             | 912                                         | 912                                         |
| 1939                                                | 1939                                        |                                             | 1.022                                       | 1.022                                       |
| 1951                                                | 1951                                        |                                             | 1.020                                       | 1.020                                       |
| 1961                                                | 1961                                        |                                             | 1.005                                       | 1.005                                       |
| 1971                                                | 1971                                        |                                             | 1.091                                       | 1.091                                       |
| 1981                                                | 1981                                        |                                             | 1.130                                       | 1.130                                       |
| 1991                                                | 1991                                        |                                             | 1.127                                       | 1.127                                       |
| 2001                                                | 2001                                        |                                             | 1.134                                       | 1.134                                       |
| 2011                                                | 2011                                        |                                             | 1.223                                       | 1.223                                       |
| 2021                                                | 2021                                        |                                             | 1.198                                       | 1.198                                       |
| 2024                                                | 2024                                        |                                             | 1.184                                       | 1.184                                       |
| Quelle(n): Statistik Austria, Gebietsstand 1.1.2021 |                                             |                                             |                                             |                                             |

Eine Ursache für den Anstieg der Einwohnerzahl in Winklern in der ersten Dekade der 2000er ist die Eröffnung des Senioren- und Pflegeheimes im Jahr 2004.

### Ausbildung
Winklern und die vier Nachbargemeinden zeigen ein sehr einheitliches Bild bezüglich der Ausbildung der Bevölkerung im Alter von über 15 Jahren (Stand 2016). Im Vergleich zum Bundesland Kärnten stehen jedoch einem relativ hohen Anteil in den Bereichen Pflichtschule und Lehre eine geringere Anzahl von Hochschulabgängern gegenüber.
Abgeschlossene Ausbildung in Prozent der Wohnbevölkerung

## Kultur und Sehenswürdigkeiten
- Mautturm Winklern
- Pfarrkirche Winklern

## Wirtschaft

### Erwerbsstatus
Der Erwerbsstatus ist in Winklern ähnlich dem der Nachbargemeinden. Der Standort des Pflege- und Pensionistenheimes spiegelt sich im etwas höheren Pensionistenanteil (Daten von 2011):
Erwerbsstatus in Prozent der Wohnbevölkerung

### Wirtschaftsstruktur
Einige Auffälligkeiten zeigt der Vergleich, in welchen Bereichen die Erwerbstätigen arbeiten:

Die Neue Mittelschule in Winklern mit dem Schulleitbild „Nationalpark Hohe Tauern“ beschäftigt 37 Lehrer (Schuljahr 2017/2018). Das Altenwohn- und Pflegeheim St. Laurentius bietet in 28 Einbett- und 14 Doppelbettzimmern 56 Senioren einen Platz. Diese beiden Einrichtungen bewirken die Spitze bei den sozialen und öffentlichen Diensten bei den Erwerbstätigen. Daneben gibt es in Winklern noch überdurchschnittlich viele Beschäftigte im Bau und im Handel:

### Pendeln
Eine weitere Besonderheit zeigt Winklern bei den Pendlern: Während es bei allen Nachbargemeinden wesentlich mehr Auspendler als Einpendler gibt, hat Winklern eine positive Pendlerbilanz. Die Aufschlüsselung der Pendler von Winklern zeigt eine große Spitze bei der Entfernung 5 bis 19 Kilometer und eine kleinere Spitze bei Entfernungen über 99 Kilometer, vor allem bei den Auspendlern:

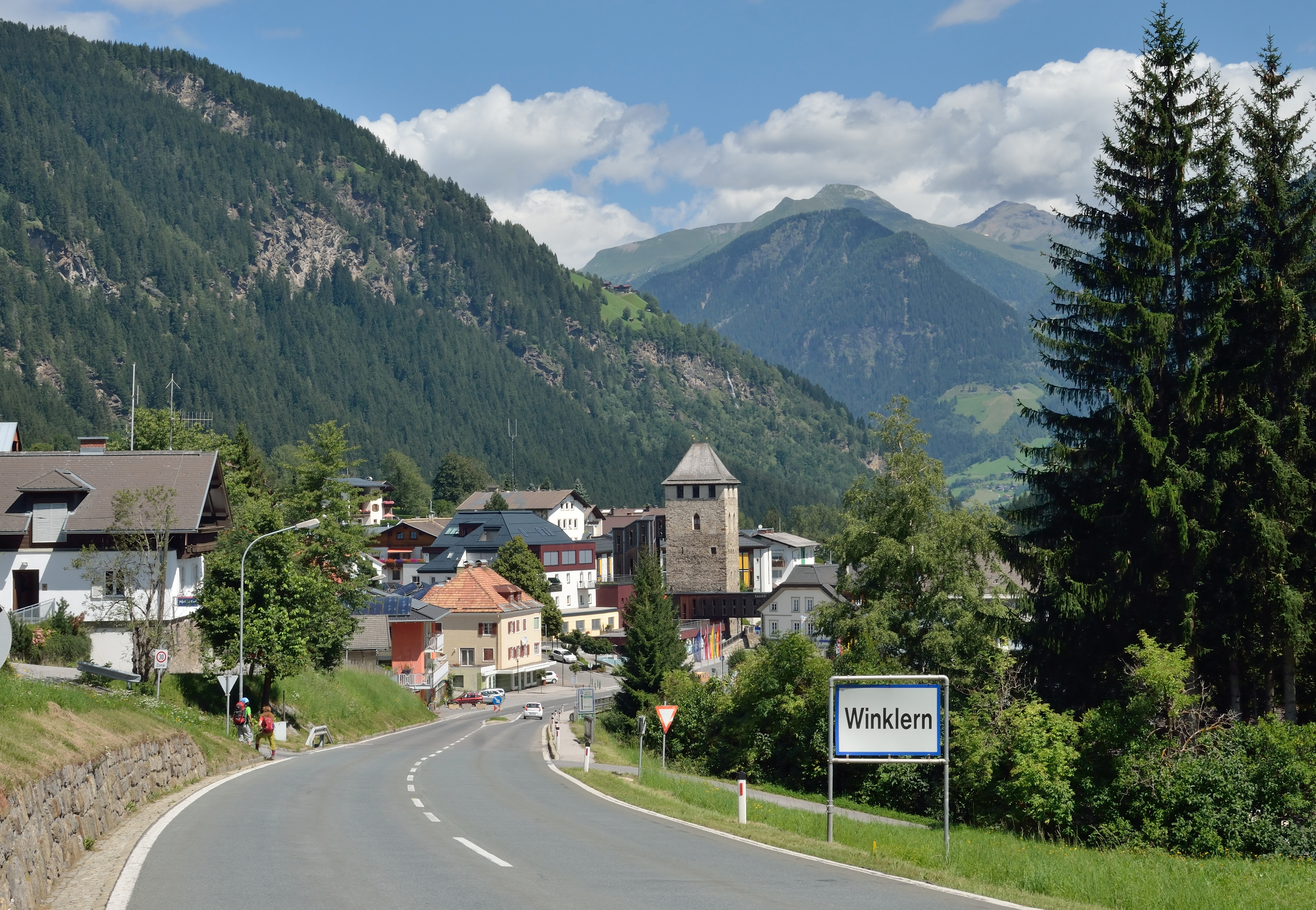
Blick ins obere Mölltal

| Die zur Anzeige dieser Grafik verwendete Erweiterung wurde dauerhaft deaktiviert. Wir arbeiten aktuell daran, diese und weitere betroffene Grafiken auf ein neues Format umzustellen. (Mehr dazu)Anzahl Pendler je Gemeinde | Die zur Anzeige dieser Grafik verwendete Erweiterung wurde dauerhaft deaktiviert. Wir arbeiten aktuell daran, diese und weitere betroffene Grafiken auf ein neues Format umzustellen. (Mehr dazu)Anzahl Pendler nach Entfernung in Winklern (2011) |

### Fremdenverkehr
Ein wichtiger Wirtschaftsfaktor ist der Fremdenverkehr. Die Hauptsaison ist der Sommer, es gibt aber auch eine kleine Spitze im Februar. Ein Vergleich mit den vier direkten Nachbargemeinden zeigt keinen Zusammenhang zwischen Einwohnerzahl und Anzahl der Übernachtungen:
| Die zur Anzeige dieser Grafik verwendete Erweiterung wurde dauerhaft deaktiviert. Wir arbeiten aktuell daran, diese und weitere betroffene Grafiken auf ein neues Format umzustellen. (Mehr dazu)Übernachtungen 2017 | Die zur Anzeige dieser Grafik verwendete Erweiterung wurde dauerhaft deaktiviert. Wir arbeiten aktuell daran, diese und weitere betroffene Grafiken auf ein neues Format umzustellen. (Mehr dazu) |

## Infrastruktur

### Verkehr
Durch das Gemeindegebiet führt die von Lienz kommende und nach Norden verlaufende Großglockner Straße (B 107), von der in der Ortschaft Winklern die Mölltal Straße (B 106) abzweigt und in Richtung Osten durch das Mölltal verläuft.

### Bildung
In der Marktgemeinde befinden sich ein Kindergarten, eine Volksschule, die Nationalpark Mittelschule Winklern (Neue Mittelschule) und seit 1986 auch die Musikschule Oberes Mölltal. Diese bietet neben dem Gesangsunterricht auch das Erlernen vieler Instrumente von Blockflöte, Gitarre, Trompete, Klavier, Violine, Harfe bis zu Steirischer Harmonika und Schlagwerk an. Daneben gibt es auch eine Chorwerkstatt und die Ausbildung zum Dirigenten.

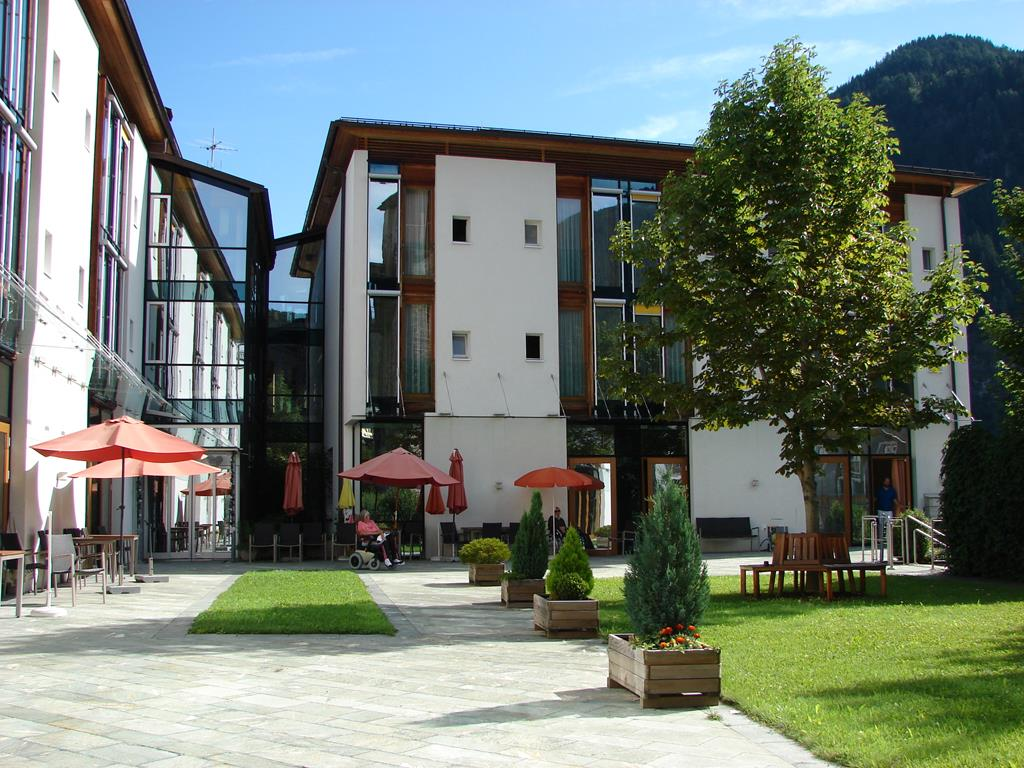
Altenwohn- und Pflegeheim St. Laurentius

### Gesundheit, Pflege und Betreuung
Im Gesundheitssektor bietet Winklern seiner Bevölkerung zwei Ärzte für Allgemeinmedizin und einen Zahnarzt an. Außerdem betreiben der Bergrettungsdienst und das Rote Kreuz eine Ortsstelle in Winklern. Für die Versorgung von Haustieren stehen zwei Tierärzte zur Verfügung.
Seit dem Jahr 2013 bietet das Haus Laurentius alten Menschen aus dem oberen Mölltal Unterkunft und Pflege. Die Vier Jahreszeiten betreiben seit 2009 ein Tagesbetreuungzentrum für schwerst- und mehrfachbeeinträchtigte Jugendliche und Erwachsene in Winklern.

### Freizeiteinrichtungen
In den Sommermonaten steht Einheimischen und Gästen das direkt im Ort gelegene Freibad zur Verfügung.

## Politik

### Gemeinderat
Der Gemeinderat von Winklern hat 15 Mitglieder.
- Mit der Gemeinderatswahl 2015 hatte er folgende Zusammensetzung: 7 SPÖ, 5 FPÖ, 3 ÖVP und Parteifreie[20]
- Seit der Gemeinderatswahl 2015 hat er folgende Zusammensetzung: 7 SPÖ, 7 Liste GFW (Gemeinsam für Winklern), 1 Liste „Für ein attraktives Winklern“ (FEAW)[21][22]

### Bürgermeister
Direkt gewählter Bürgermeister ist seit 2015 Johann Thaler (SPÖ).

### Wappen
Die Blasonierung des Wappens von Winklern lautet: „In Rot über grünem Schildfuß [recte: Berg] ein goldener Turm mit schwarz gerahmten Fenstern [und schwarz geöffnetem Rundbogenportal].“
Das Wappen von Winklern zeigt den Mautturm im Zustand vor ca. 1865 auf einem grünen Berg. Wappen und Fahne wurden der Gemeinde am 2. Mai 1962 verliehen, die Fahne ist Rot-Gelb-Grün mit eingearbeitetem Wappen.

## Persönlichkeiten

### Söhne und Töchter der Gemeinde
- Johann Jenull (1773–1853), Jurist und Schriftsteller
- Jacob Aicher von Aichenegg (1809–1877), Jurist und Mitglied der Frankfurter Nationalversammlung
- Ambros Wernisch (1821–1887), österreichischer Gutsbesitzer und Politiker
- Gustav Pomaroli (1884–1961), Lehrer, Autor und Politiker (SPÖ)
- Roland Mitsche (1903–1978), Metallkundler, Rektor der Montanuniversität Leoben

### Mit der Gemeinde verbundene Persönlichkeiten
- Adi Holzer (* 1936), Künstler